# 清朝武進士列表
本列表是中國清代的武進士總表。清朝的武会试共举行過112科，录取了九千余名武进士。光緒二十七年（1901年）廢除武舉。各科武進士名錄（不全）如下：

## 顺治
- 顺治三年丙戌科武進士（1646年）
- 顺治六年己丑科武進士（1649年）
- 顺治九年壬辰科武進士（1652年）
- 顺治十二年乙未科武進士（1655年）
- 顺治十五年戊戌科武進士（1658年）
- 顺治十七年庚子补行己亥科武進士（1660年）
- 顺治十八年辛丑科武進士（1661年）

## 康熙
- 康熙三年甲辰科武進士（1664年）
- 康熙六年丁未科武進士（1667年）
- 康熙九年庚戌科武進士（1670年）
- 康熙十二年癸丑科武進士（1673年）
- 康熙十五年丙辰科武進士（1676年）
- 康熙十八年己未科武進士（1679年）
- 康熙二十一年壬戌科武進士（1682年）
- 康熙二十四年乙丑科武進士（1685年）
- 康熙二十七年戊辰科武進士（1688年）
- 康熙三十年辛未科武進士（1691年）
- 康熙三十三年甲戌科武進士（1694年）
- 康熙三十六年丁丑科武進士（1697年）
- 康熙三十九年庚辰科武進士（1700年）
- 康熙四十二年癸未科武進士（1703年）
- 康熙四十五年丙戌科武進士（1706年）
- 康熙四十八年己丑科武進士（1709年）
- 康熙五十一年壬辰科武進士（1712年）
- 康熙五十二年癸巳恩科武進士（1713年）
- 康熙五十四年乙未科武進士（1715年）
- 康熙五十七年戊戌科武進士（1718年）
- 康熙六十年辛丑科武進士（1721年）

## 雍正
- 雍正元年癸卯恩科武進士（1723年）
- 雍正二年甲辰科武進士（1724年）
- 雍正五年丁未科武進士（1727年）
- 雍正八年庚戌科武進士（1730年）
- 雍正十一年癸丑科武進士（1733年）

## 乾隆
- 乾隆元年丙辰科武進士（1736年）
- 乾隆二年丁巳恩科武進士（1737年）
- 乾隆四年己未科武進士（1739年）
- 乾隆七年壬戌科武進士（1742年）
- 乾隆十年乙丑科武進士（1745年）
- 乾隆十三年戊辰科武進士（1748年）
- 乾隆十六年辛未科武進士（1751年）
- 乾隆十七年壬申恩科武進士（1752年）
- 乾隆十九年甲戌科武進士（1754年）
- 乾隆二十二年丁丑科武進士（1757年）
- 乾隆二十五年庚辰科武進士（1760年）
- 乾隆二十六年辛巳恩科武進士（1761年）
- 乾隆二十八年癸未科武進士（1763年）
- 乾隆三十一年丙戌科武進士（1766年）
- 乾隆三十四年己丑科武進士（1769年）
- 乾隆三十六年辛卯恩科武進士（1771年）
- 乾隆三十七年壬辰科武進士（1772年）
- 乾隆四十年乙未科武進士（1775年）
- 乾隆四十三年戊戌科武進士（1778年）
- 乾隆四十五年庚子恩科武進士（1780年）
- 乾隆四十六年辛丑科武進士（1781年）
- 乾隆四十九年甲辰科武進士（1784年）
- 乾隆五十二年丁未科武進士（1787年）
- 乾隆五十四年己酉科武進士（1789年）
- 乾隆五十五年庚戌恩科武進士（1790年）
- 乾隆五十八年癸丑科武進士（1793年）
- 乾隆六十年乙卯恩科武進士（1795年）

## 嘉慶
- 嘉慶元年丙辰科武進士（1796年）
- 嘉慶四年己未科武進士（1799年）
- 嘉慶六年辛酉恩科武進士（1801年）
- 嘉庆七年壬戌科武進士（1802年）
- 嘉慶十年乙丑科武進士（1805年）
- 嘉慶十三年戊辰科武進士（1808年）
- 嘉慶十四年己巳恩科武進士（1809年）
- 嘉慶十六年辛未科武進士（1811年）
- 嘉慶十九年甲戌科武進士（1814年）
- 嘉慶二十二年丁丑科武進士（1817年）
- 嘉慶二十四年己卯恩科武進士（1819年）
- 嘉慶二十五年庚辰科武進士（1820年）

## 道光
- 道光二年壬午恩科武進士（1822年）
- 道光三年癸未科武進士（1823年）
- 道光六年丙戌科武進士（1826年）
- 道光九年己丑科武進士（1829年）
- 道光十二年壬辰恩科武進士（1832年）
- 道光十三年癸巳科武進士（1833年）
- 道光十五年乙未科武進士（1835年）
- 道光十六年丙申恩科武進士（1836年）
- 道光十八年戊戌科武進士（1838年）
- 道光二十年庚子科武進士（1840年）
- 道光二十一年辛丑恩科武進士（1841年）
- 道光二十四年甲辰科武進士（1844年）
- 道光二十五年乙巳恩科武進士（1845年）
- 道光二十七年丁未科武進士（1847年）
- 道光三十年庚戌科武進士（1850年）

## 咸豐
- 咸豐二年壬子恩科武進士（1852年）
- 咸豐三年癸丑科武進士（1853年）
- 咸豐六年丙辰科武進士（1856年）
- 咸豐九年己未科武進士（1859年）
- 咸豐十一年辛酉補行庚申恩科武進士（1861年）

## 同治
- 同治元年壬戌科武進士（1862年）
- 同治二年癸亥恩科武進士（1863年）
- 同治四年乙丑科武進士（1865年）
- 同治七年戊辰科武進士（1868年）
- 同治十年辛未科武進士（1871年）
- 同治十三年甲戌科武進士（1874年）

## 光緒
- 光緒二年丙子恩科武進士 （1876年）
- 光緒三年丁丑科武進士（1877年）
- 光緒六年庚辰科武進士（1880年）
- 光緒九年癸未科武進士（1883年）
- 光緒十二年丙戌科武進士（1886年）
- 光緒十五年己丑科武進士（1889年）
- 光緒十六年庚寅恩科武進士（1890年）
- 光緒十八年壬辰科武進士（1892年）
- 光緒二十年甲午恩科武進士（1894年）
- 光緒二十一年乙未科武進士（1895年）
- 光緒二十四年戊戌科武進士（1898年）